# Dociostaurus
Dociostaurus is een geslacht van rechtvleugeligen uit de familie veldsprinkhanen (Acrididae). De wetenschappelijke naam van dit geslacht is voor het eerst geldig gepubliceerd in 1853 door Fieber.

## Soorten
Het geslacht Dociostaurus omvat de volgende soorten:
- Dociostaurus apicalis Walker, 1871
- Dociostaurus australis Bolívar, 1889
- Dociostaurus brachypterus Demirsoy, 1979
- Dociostaurus cephalotes Uvarov, 1923
- Dociostaurus curvicercus Uvarov, 1942
- Dociostaurus diamesus Bey-Bienko, 1948
- Dociostaurus hammadae Ingrisch, 1983
- Dociostaurus hispanicus Bolívar, 1898
- Dociostaurus histrio Fischer von Waldheim, 1846
- Dociostaurus kervillei Bolívar, 1911
- Dociostaurus maroccanus Thunberg, 1815
- Dociostaurus minutus La Greca, 1962
- Dociostaurus pecularis Moeed, 1971
- Dociostaurus plotnikovi Uvarov, 1921
- Dociostaurus salmani Demirsoy, 1979
- Dociostaurus tartarus Stshelkanovtzev, 1921
- Dociostaurus turbatus Walker, 1871
- Dociostaurus brevicollis Eversmann, 1848
- Dociostaurus genei Ocskay, 1832
- Dociostaurus jagoi Soltani, 1978
- Dociostaurus tarbinskyi Bey-Bienko, 1933
- Dociostaurus cappadocicus Azam, 1913
- Dociostaurus crassiusculus Pantel, 1886
- Dociostaurus dantini Bolívar, 1914
- Dociostaurus hauensteini Bolívar, 1893
- Dociostaurus kraussi Ingenitskii, 1897
- Dociostaurus kurdus Uvarov, 1921